# Беран
Беран (фр. Bérenx) насеље је и општина у југозападној Француској у региону Аквитанија, у департману Атлантски Пиринеји која припада префектури По.
По подацима из 2011. године у општини је живело 473 становника, а густина насељености је износила 34,81 становника/km². Општина се простире на површини од 14 km². Налази се на средњој надморској висини од 89 метара (максималној 176 m, а минималној 25 m).

## Демографија
| 1962. | 1968. | 1975. | 1982. | 1990. | 1999. | 2011. |
| ----- | ----- | ----- | ----- | ----- | ----- | ----- |
| 479   | 461   | 444   | 471   | 496   | 475   | 473   |

График промене броја становника у току последњих година